# Tilt-und-Shift-Objektiv

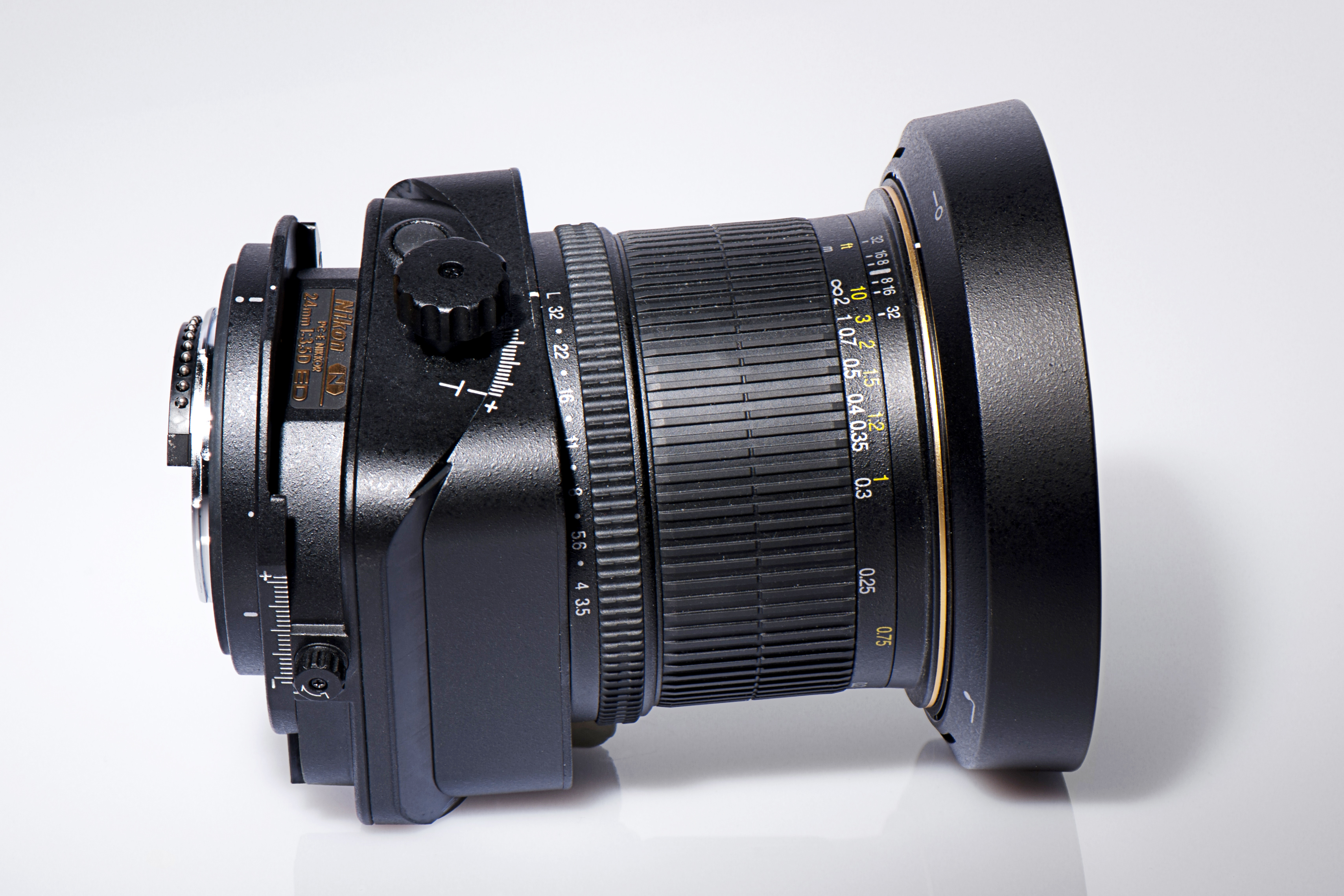
Tilt-Shift-Objektiv von Nikon

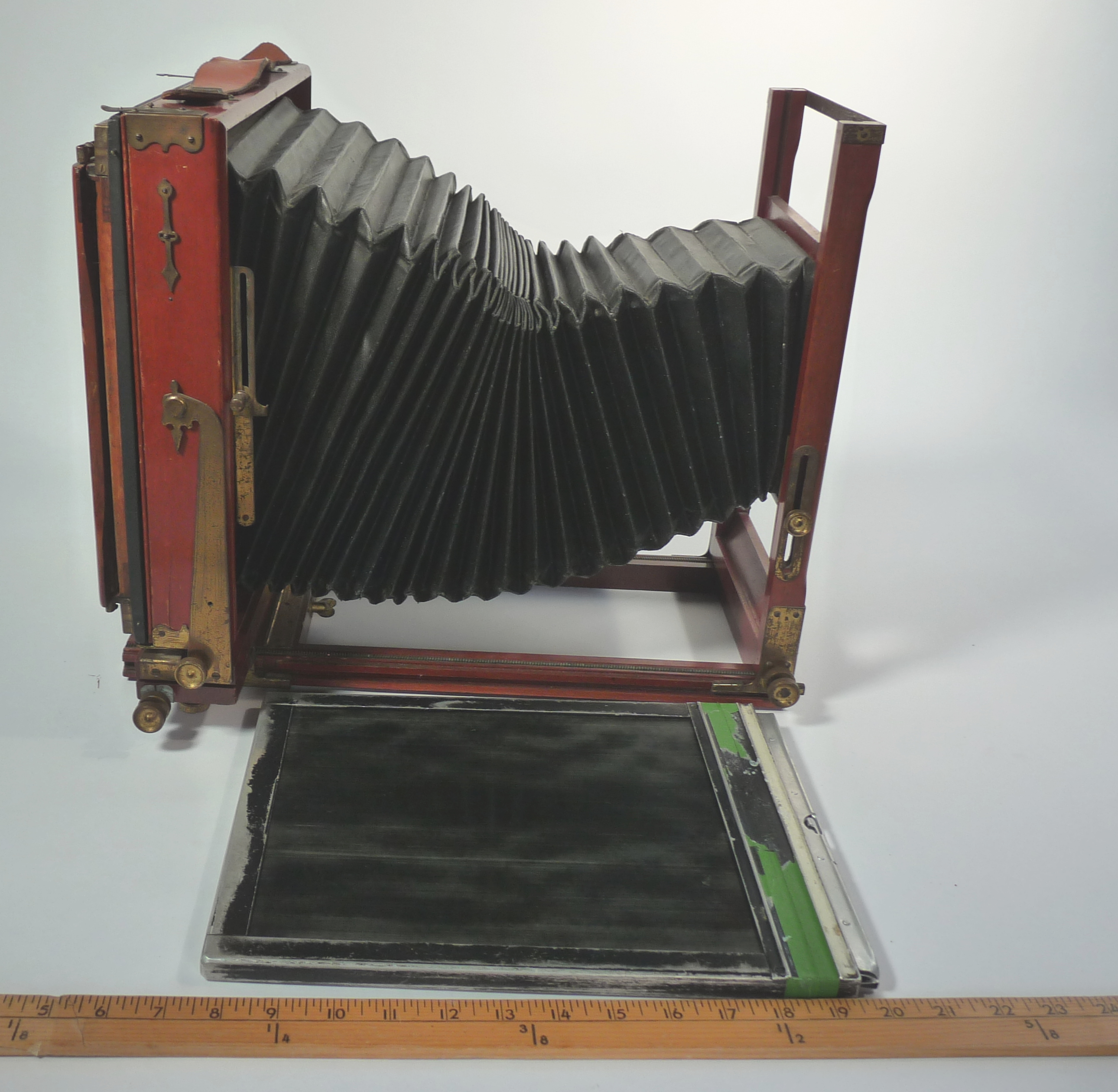
Balgenkamera

Prinzip-Darstellung für die Abbildung mit Shift- bzw. mit Tilt-Funktion

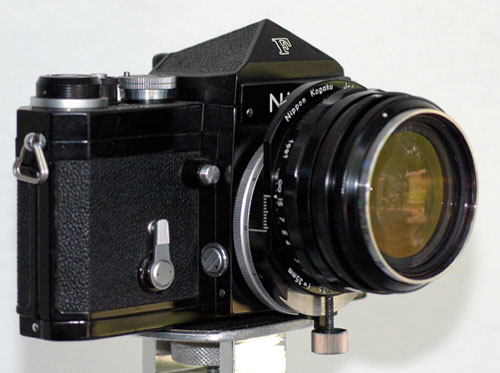
Das erste verschiebbare Objektiv für das 35-mm-Kleinbildformat (auf der Nikon F 1961)

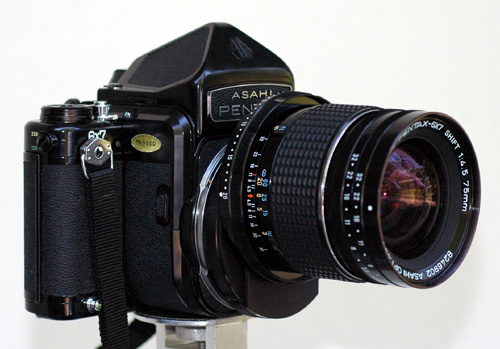
6×7-Zentimeter-Mittelformat-Spiegelreflexsystem von Pentax mit Shiftobjektiv f4.5/75 mm

Ein Tilt-und-Shift-Objektiv (auch TS-Objektiv, T&S-Objektiv) ist ein Spezialobjektiv für die Fotografie oder Projektion, welches das Verschieben (engl.: Shift) parallel zu seiner Achse und das Verschwenken (engl.: Tilt) des Linsensystems gegenüber der Filmebene ermöglicht.
Beide Veränderungen bewirken Verschiedenes, müssen somit nicht beide möglich sein. So gibt es Objektive, die beispielsweise nur Shift ermöglichen. Dadurch kann die Gegenstandsebene (z. B. eine Gebäudefront) parallel zur Bildebene bleiben und unverzerrt abgebildet werden. Beim Tilt kann die Scheimpflugsche Regel angewendet, d. h. eine schräg liegende Gegenstandsebene maximal scharf abgebildet werden.
Bei den Großformatkameras mit Balgen (Fachkameras) wird die Positionsänderung durch den zwischen Objektiv und Filmstandarte befindlichen Balgen erleichtert, während bei den Spezialobjektiven deren Gehäuse aus entsprechend gegeneinander beweglichen Teilen besteht.

## Shift
Bei der Projektion ermöglichen Shiftobjektive die korrekte Darstellung des Bildformates, falls der Projektor aus Platzgründen nicht senkrecht auf die Leinwand projizieren kann (Alternative: elektronische Trapezentzerrung). Ebenfalls kann eine genaue Bildüberlagerung (Überblendung) von Bildern aus zwei oder mehreren Projektoren, wenn diese über- oder nebeneinander stehen, gewährleistet werden.

## Tilt
Durch Verschwenken des Linsensystems lässt sich die Schärfeebene verlagern (Scheimpflugsche Regel). Die Schärfeebene kann der gewünschten Objektebene angepasst werden. Dies kann technischen Zwecken (durchgehende Schärfe in einer schiefen Ebene) als auch bildgestalterischen Zwecken dienen (Arbeiten mit selektiver Schärfe, wird genutzt, um eine geringere Schärfentiefe zu simulieren).
Die zusätzliche (selektive) Unschärfe, die bei Porträts gelegentlich gewünscht wird, kann mit einem Bildverarbeitungsprogramm nachempfunden werden, sie entstammt allerdings nicht einer Tiefeninformation, sondern ist dann durch die Lage im Bild bestimmt (z. B. radialer Abstand vom Bildmittelpunkt).

## Ursprünge und technische Umsetzung
Diese Aufnahmetechniken stammen aus dem Bereich der Großformat- bzw. Fachkameras, bei denen die Verstellbarkeit zumindest der Frontstandarte üblich ist. Bei Kleinbild- und Mittelformat-Fotografie sind auf Grund der dort üblichen festen Gehäuse spezielle Objektive oder spezielle Adapter notwendig.

### Spezialobjektive
Derzeit sind für Kleinbild-Spiegelreflexsysteme Shift- bzw. Tilt/Shift-Objektive von den Kameraherstellern Canon, Leica und Nikon sowie von Fremdherstellern wie Schneider Kreuznach, Samyang, Venus Optics, Arax oder Hartblei aus Kiew erhältlich.
- T&S von Canon für Kleinbildformat: TS-E 17 mm f/4, TS-E 24 mm f/3.5, TS-E 50mm f/2.8L MACRO, TS-E 90mm f/2.8L MACRO und TS-E 135mm f/4L MACRO
- T&S von Hartblei für Kleinbildformat: TS-PC Hartblei 35 mm f/2.8, TS-PC Hartblei 65 mm f/3.5, TS-PC Hartblei 80 mm f/2.8, TS-PC Hartblei 120 mm f/2.8
- T&S von Hartblei für Mittelformat: TS-PC Hartblei 45 mm f/3.5
- T&S von LEICA für Mittelformat: TS-APO-ELMAR-S 1:5,6/120 mm ASPH.
- T&S von Nikon für Kleinbildformat: Nikkor PC-E 19 mm f4 ED, Nikkor PC-E 24 mm f3.5 D ED, Mikro-Nikkor PC-E 45 mm f2.8 D ED, Mikro-Nikkor PC-E 85 mm f2.8 D ED, Mikro-Nikkor PC 85 mm f2.8 D
- T&S von Samyang für Kleinbildformat: T-S 24 mm 1:3.5 mit Anschlüssen für Canon, Nikon, Sony und Pentax
- T&S von Schneider Kreuznach: PC-TS Super-Angulon 4,5/28, PC-TS Super-Angulon 2,8/50 HM, PC-TS Makro-Symmar 4,5/90 HM, PC-TS Apo-Digitar 5,6/120 HM Asperic
- T&S von Arax für Kleinbild: 2.8/35mm Tilt & Shift, 2.8/80mm Tilt & Shift
- Laowa 15 mm f/4.5 Zero-D-Shift von Venus Optics. Dieses verzeichnungsarme Objektiv bietet die derzeit kleinste am Markt erhältliche Brennweite mit Shiftfunktion für das Kleinbild- und Mittelformat.[1]
- Laowa 20mm f/4 Zero-D-Shift von Venus Optics. Verzeichnungsarmes Objektiv. Die maximale Verschiebung beträgt ±11 mm bei Verwendung mit Vollformatkameras. Der Mechanismus steht über 360° hinweg zur Verfügung.[2]
- Makroobjektiv von Venus Optics für Kleinbildformat mit zusätzlicher Shift-Funktion: Laowa 15 mm f/4 Wide Angle Macro mit stufenlos regelbarer ± 6-mm-Shift-Funktion für Querformataufnahmen. Es kann zu Abschattungen in den Bildecken kommen, weswegen vom Hersteller die Anwendung der Shift-Funktion nur für Aufnahmen im APS-C-Format empfohlen wird.[3] Hierfür ist eine geeignete Kamera mit Objektivadapter erforderlich.

An aktuellen Kameras können auch einige ältere, nur noch gebraucht erhältliche Objektive eingesetzt werden. Zu nennen sind insbesondere die älteren PC-Nikkor-Shift-Objektive mit 28 mm und 35 mm für das Nikon-System oder die Olympus-Zuiko-Shift-Objektive.
All diese Objektive haben keinen Autofokus, häufig auch keine automatische Blendensteuerung.

### Entwicklungsstrategien für T&S-Objektive
Neben der vollständigen Neuberechnung eines T&S-Objektives (was vereinfacht dargestellt ein Objektiv mit einem vergrößerten Bildfeld und zusätzlicher Mechanik ist) gibt es verschiedene andere Ansätze.
- Adaptieren von Objektiven der nächstgrößere Bildformatklasse: Für ein T&S-Objektiv für Kleinbild nimmt man ein gewöhnliches Objektiv für Mittelformat und fügt weitere Mechanik dazu. Unterstützt wird dieser Ansatz durch das größere Auflagemaß von Mittelformatobjektiven (Hartblei).
- Adapter ohne Vergrößerung: Ähnlich dem Adaptieren, aber die Adaptermechanik wird ähnlich wie ein Zwischenring als separates optisches Bauteil hergestellt (?)
- Adapter mit Vergrößerung: Es werden Objektive der Kamera selbst genommen. Der Adapter vergrößert aber das Bild (typisch 1,5×), gewinnt dadurch Auflagemaß für eine Mechanik, die eine Auswahl des vergrößerten Bildes zulässt (Shift) bzw. das Bild verkippen kann (Tilt) (Hasselblad).
- Sensor-Bewegung: Es wird nicht das Objektiv angepasst, sondern die Kamera kann den Sensor verschieben und verkippen (TSE Adapter).

Das Adaptieren hat allerdings in jeder dieser Formen den Nachteil, keine UWW-T&S-Objektive zu ermöglichen.
Für Kleinbild-Spiegelreflexkameras bieten derzeit verschiedene Hersteller Shift- und Tilt&Shift-Objektive bzw. auch Shift- und Tilt-Adapter an.
An die Qualität des Objektivs werden einige besondere Anforderungen gestellt. Gegenüber nicht verstellbaren Objektiven muss der Bildkreis größer sein, um beim Verschieben keine Abschattungen zu bekommen. Die Randschärfe muss exzellent sein, um die angesprochenen Vorteile beim Verschwenken überhaupt zu ermöglichen.

### Handhabung

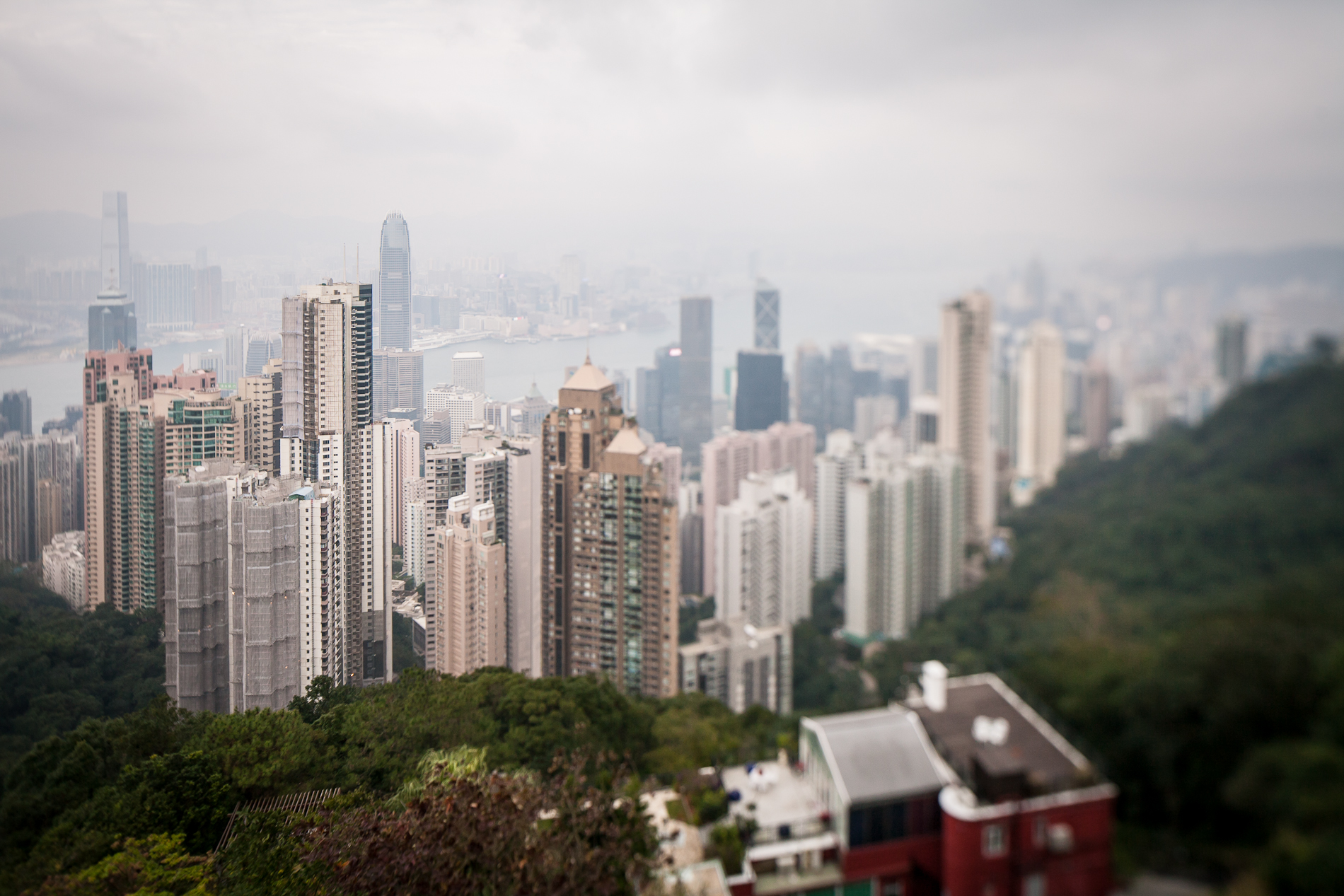
Beispiel für eine gestalterische Aufnahme mit einem Tilt-und-Shift-Objektiv: Durch ein Verschieben (Shiften) des Objektivs nach unten wurden stürzende Linien vermieden, die vertikalen Kanten der (tieferliegenden) Hochhäuser verlaufen parallel zu den Bildkanten. Ein Verschwenken (Tilten) um die Vertikale bewirkte, dass nur wenige Gebäude im linken Bildteil scharf abgebildet werden. Das Bild zeigt Hongkong, vom Victoria Peak aus gesehen.

Die Handhabung eines T&S-Objektives unterscheidet sich deutlich von herkömmlichen Objektiven.

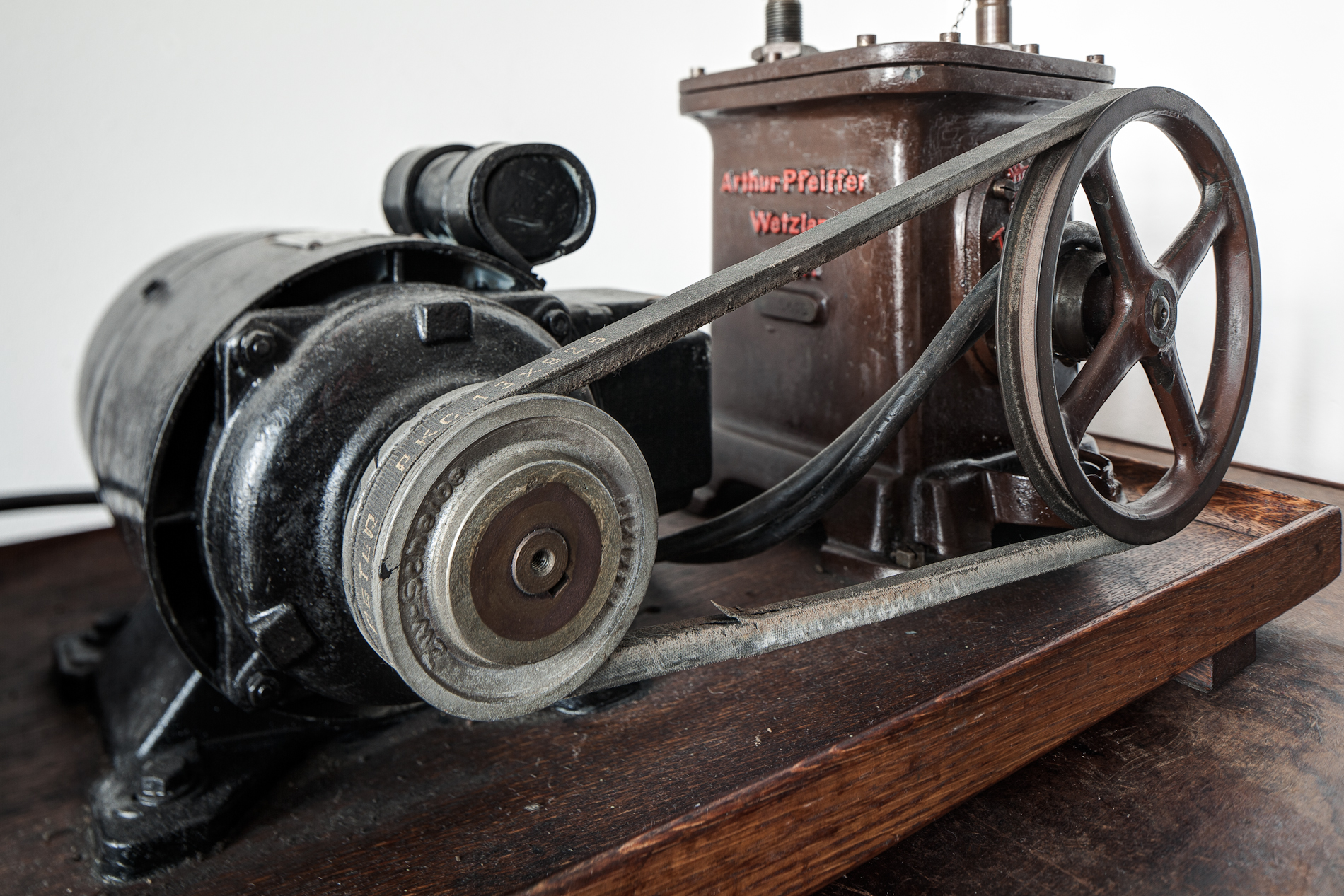
Beispiel für eine technische Aufnahme mit einem Tilt-Shift-Objektiv: Durch Tilten um die Vertikale wurde hier erreicht, dass sich der gesamte Riemen der Vakuumpumpe innerhalb der Brennebene befindet.

Zuerst wird die Kamera mit nicht geshiftetem Objektiv auf das Motiv gerichtet und die Belichtung festgestellt und gespeichert – der Kameramodus M ist dafür am besten geeignet. Dieser erste Schritt ist wichtig, weil fast alle Kameras mit TTL-Belichtungsmessung bei verstelltem Objektiv massiv falsch belichten.
Dann wird die Kamera so ausgerichtet, dass die Filmebene parallel zu der Ebene ist, die verzerrungsfrei dargestellt werden soll; im Fall von Architektur- und Landschaftsfotografie ist damit vor allem die genaue horizontale Ausrichtung der Objektivachse gemeint. Als Referenz kann dabei ein Objekt in Kamerahöhe (Augenhöhe) dienen, das auch im Sucher in der Bildmitte liegen muss; die Bildmitte ist im Sucher meist deutlich markiert, z. B. durch AF-Messpunkte. Noch besser ist jedoch die Nivellierung der Kamera mittels zusätzlicher Libellen (beispielsweise am Stativ) und dem künstlichen Horizont im Kameradisplay sowie der drei räumlichen Achsen mit einer Feineinstellung eines entsprechend ausgestatteten Stativkopfs.
Der Bildausschnitt im Sucher bzw. Display wird erst danach durch die Betätigung der Shiftmechanik am Objektiv festgelegt.
Beim Einsatz eines Shiftobjektivs wird fast immer mit einem Stativ gearbeitet. Damit sind nicht nur Ausrichtung und Bildausschnitt präzise festlegbar, auch kann zum Erreichen einer großen Schärfentiefe oder einer hohen Randschärfe ohne Verwacklungsgefahr eine beliebig kleine Blende gewählt werden.